# روزالیا نصرت الدینوا
روزالیا نصرت الدینوا (روسی: Розалия Хайдяровна Насретдинова؛ زادهٔ ۱۰ فوریهٔ ۱۹۹۷) ورزشکار ورزش شنا اهل روسیه است.
وی در مسابقات کشوری و بین‌المللی در مجموع برندهٔ ۵ مدال طلا، ۶ مدال نقره و ۶ مدال برنز شده‌است.